# 126749 Johnjones
126749 Johnjones è un asteroide della fascia principale. Scoperto nel 2002, presenta un'orbita caratterizzata da un semiasse maggiore pari a 2,5268997 UA e da un'eccentricità di 0,2979315, inclinata di 15,15490° rispetto all'eclittica.